# Hell Can Wait
Hell Can Wait — дебютный официальный мини-альбом американского хип-хоп исполнителя Винса Стейплса, выпущенный в октябре 2014 года на лейбле Def Jam Recordings.

## Предпосылки
11 августа 2014 Винс анонсировал выход нового трека под названием «Blue Suede». 15 августа он опубликовал музыкальный видеоклип на данный трек. 2 сентября Винс сообщил, что релиз выйдет 23 сентября, однако в связи с некоторыми юридическими проблемами альбом был перенесён на неопределённый срок. 9 сентября Винс выпустил второй сингл, «Hands Up». 25 сентября он анонсировал новую дату выхода EP — 7 октября 2014. 1 октября Винс выложил официальный трек-лист альбома.

## Реакция критиков
| Совокупная оценка | Совокупная оценка |
| Источник          | Оценка            |
| ----------------- | ----------------- |
| Metacritic        | 80/100            |
| Оценки критиков   |                   |
| Источник          | Оценка            |
| AllMusic          | [ 6 ]             |
| HipHopDX          | [ 7 ]             |
| Pitchfork Media   | 8.5/10            |
| XXL               | [ 9 ]             |

Hell Can Wait получил высокие оценки музыкальных критиков. Джей Бальфур из HipHopDX написал: «В эти 24 минуты, что длится альбом, ты в самом деле получаешь удовольствие от лаконичности Hell Can Wait, отчасти из-за его сжатости, отчасти из-за намёков на последующий релиз. Его песни достоины особого внимания». Крэйг Дженкинс из Pitchfork также благоприятно отозвался об альбоме, заявив: «У него действительно хороший продакшн, который должен подтолкнуть его в высшую лигу». Эммануил C.M. из XXL писал: «С каждом новой песней, с каждым новым проектом виден его творческий рост. Фанаты видят, что его талант становится всё более отлаженным и сконцентрированным». Также редактор портала AllMusic писал, что «для полноты всей картины необходимо было сделать альбом чуть более продолжительным».

## Список композиций
- Все песни написаны Винсом Стейплсом.

| №                   | Название                                 | Producer(s)                              | Длительность |
| ------------------- | ---------------------------------------- | ---------------------------------------- | ------------ |
| 1.                  | «Fire»                                   | Anthony Kilhoffer, J Gramm, Travis Scott | 2:16         |
| 2.                  | «65 Hunnid»                              | Infamous                                 | 3:05         |
| 3.                  | «Screen Door» (featuring Aston Matthews) | Hagler                                   | 4:07         |
| 4.                  | «Hands Up»                               | No I.D.                                  | 3:19         |
| 5.                  | «Blue Suede»                             | Hagler                                   | 3:38         |
| 6.                  | «Limos» (featuring Teyana Taylor)        | Hagler, Jordan Lewis                     | 3:32         |
| 7.                  | «Feelin’ the Love»                       | Hagler                                   | 3:30         |
| Общая длительность: | Общая длительность:                      | Общая длительность:                      | 23:27        |

Примечания
Бит из сингла «Blue Suede» использует сэмпл из трека «Bitches Ain’t Shit» от Dr. Dre. Причём сам бит сделан так, что соответствует изначальной концепции музыкального стиля джи-фанка от Cold187um из группы Above the Law и напоминает сингл Murder Rap.

## Место в чартах
| Чарт (2014)                            | Пиковая позиция |
| -------------------------------------- | --------------- |
| США (Billboard 200)                    | 90              |
| США (Billboard Top R&B/Hip-Hop Albums) | 15              |